# La mirada del otro
La mirada del otro és una pel·lícula espanyola del 1998 escrita i dirigida per Vicente Aranda adaptada d'una novel·la de Fernando G. Delgado. És protagonitzada per Laura Morante, Miguel Ángel García i José Coronado. La pel·lícula és un psicodrama eròtic, una exploració del desig sexual femení. Es va estrenar al 48è Festival Internacional de Cinema de Berlín l'any 1998 on va ser nominada a l'Ós d'Or.
Aranda s'oposa a titllar la seva pel·lícula com a "pel·lícula eròtica", en canvi la defineix com a "psicoeròtica": "[L'heroïna], l'ambició de Begoña és la transparència. (...) Ella vol gaudir de la vida en la seva expressió més àmplia, i busca claredat a través del sexe."

## Argument
Begoña és una consultora de trenta anys que s'ha rebel·lat contra els seus antecedents de classe mitjana-alta i s'ha bolcat amb el sexe des de la seva joventut. Per recomanació del seu psicoanalista, porta un diari de vídeo de les seves trobades amb un aparell de vídeo de la mida d'un palmell anomenat "El mussol".
La Nit de Nadal, de mala gana, la Begoña va a sopar amb la seva família disfuncional: la seva severa mare, el seu germà casat i la seva germana petita. Aviat, Begoña, l'ovella negra de la família, s'enfronta amb els seus familiars. Se'n va bruscament en desharmonia, només la seva germana sembla simpatitza amb ella. La mateixa nit en un bar, la Begoña es fa amiga d'en Daniel, un home solitari i guapo al final de l'adolescència. La atractiva i segura de si mateixa Begoña li crida l'atenció, però quan el seu exnòvio i motorista aventurer Elio es presenta al bar, es produeix una discussió entre Elio i Daniel.
L'endemà al matí la Begona es desperta al seu llit amb en Daniel al seu costat. Ebri com estava, no recorda què havia passat. Van tenir sexe, li diu, i va ser salvatge. Jove, ric i sense cap ocupació real, Daniel comença a perseguir Begoña sense descans, però, tot i que està afalagada, no li fa cas. Ell està lluny del seu únic interès amorós. A més de Daniel i Elio, hi ha en Ramón, company de feina i de vegades amant de la Begoña. Està cansada d'ell i rebutja els seus avenços fredament. Només l'Ignacio, un pintor més gran, sembla mantenir el seu interès. Amb prou edat per ser el seu pare, Begoña és l'amant d'Ignacio des de fa molts anys. Tot i que en Daniel l'ha seguit fins a casa de l'Ignacio, el seu interès per la Begoña no es dissuadeix.
Quan arriba el dia de Cap d'Any, Begoña va a una festa i es retroba amb els seus amics de la joventut. L'amfitrió és Santiago, el xicot de l'institut de Begoña. Ara està casat amb bessons i la Begoña es pregunta com hauria pogut ser la seva vida com a mare tradicional. A la festa també hi ha la Marian, l'amiga de la Begoña, que està casada amb un home molt més jove, però té problemes per quedar-se embarassada. A petició seva, Begoña ajuda la Marian a recollir del seu marit l'esperma que necessita per a una inseminació artificial.
L'esperit d'aventura de Begoña la fa acceptar el repte de l'Elio, el seu amic i de vegades amant, d'endinsar-se en un sector aspre de Madrid fent-se passar per una prostituta. Tanmateix, un cop allà és brutalment violada pel proxeneta local, un home alt i corpulent. Després d'aquella terrible experiència, Begoña busca una vida més respectable. Torna a provocar un enrenou amb la seva família casant-se amb Daniel i té un fill amb ell. Tanmateix, insatisfeta, un dia decideix tornar al barri cutre on va ser violada, buscant-ne més.

## Repartiment
- Laura Morante - Begoña
- José Coronado - Elio
- Miguel Ángel García - Daniel
- Ana Obregón - Marian
- Juanjo Puigcorbé - Ramón
- Miguel Bosé - Santiago
- Blanca Apilánez - Isabel
- Sancho Gracia - Ignacio

## Estrena en DVD
Amb el títol anglès The Naked Eye s'ha publicat en DVD només a la regió 2. Va ser llançat a Espanya, però actualment està exhaurida. ITambé va ser llançat a Itàlia.